# Leptogaster candidata
Leptogaster candidata là một loài ruồi trong họ Asilidae. Leptogaster candidata được Séguy miêu tả năm 1930. Loài này phân bố ở vùng Cổ Bắc giới.